# József Rippl-Rónai
József Rippl-Rónai (23. května 1861, Kaposvár – 25. listopadu 1927, Kaposvár) byl maďarský malíř.

## Život
Vystudoval gymnázium v Kaposváru, poté odjel studovat do Budapešti, kde získal diplom lékárníka. Na rozdíl od jiného maďarského malíře, Csontváryho, lékárnickou praxi ovšem nikdy nezačal vykonávat a již záhy po absolutoriu, v roce 1884, se vydal do Bavorska na mnichovskou Akademii. O dva roky později získal stipendium Maďarské státní umělecké rady, jež mu umožnilo zanechat studií v podle něj zkostnatělém a upjatém Mnichově a odjel do Paříže. Zde nastoupil do Munkácsyho ateliéru. Munkácsy byl v Paříži uznávanou veličinou a pod jeho vedením se Rippl-Rónai úspěšně vypracoval. Věděl ovšem, že chce-li se stát originálním umělcem, musí se vymanit z Munkácsyho vlivu. V roce 1888 se seznámil s pozdějšími členy skupiny Nabis. Poté namaloval své první originální dílo: Pont-Avenskou krčmu – zemitý výjev plný chmurných tónů. K jeho dalšímu uměleckému růstu došlo pod vlivem mnoha dalších umělců, především skotského malíře Knowlese a přátel ze skupiny Nabis. Prvním velkým úspěchem se stal obraz Má stařenka vystavený na Salónu v roce 1894.
Na přelomu století se vrátil zpět do Maďarska, místní kritika byla k jeho dílu zprvu nedůvěřivá, nakonec však prorazil výstavou Imprese 1890–1900. Cestoval po Belgii a Rusku, aby se nakonec v roce 1902 definitivně usadil v rodném Kaposváru. Zde se věnoval nejen malbě, ale i designu (vrcholem jeho návrhářství je Andrássyho jídelna). Prosazujoval názor, že umělec má žít nejen svým dílem, ale i interiérem, ve kterém žije a tím, jak se obléká. Stal se z něj švihácký lev salónů a miláček žen. Jeho malby interierů z tohoto období považuje kritika za maloměštácké. V letech 1911–1913 však slavil úspěchy na výstavách ve Vídni, v Budapešti, ve Frankfurtu i Paříži. Vytvořil též slavnou vitráž v Ernstově muzeu. V roce 1914 odcestoval s manželkou do Paříže, tam byl po vypuknutí světové války dočasně internován. Později jako rakouský voják nastoupil na frontu. Posledním velkým dílem byl portrét přítelkyně Zorky v roce 1919. V roce 1927 zemřel ve své vile Roma v Kaposváru.